# Jakob Manz
Jakob Manz (* 16. Mai 2001 in Bad Urach) ist ein deutscher Musiker (Altsaxophon).

## Jugend und Ausbildung
Manz wuchs in Dettingen an der Erms auf und besuchte das Graf-Eberhard-Gymnasium in Bad Urach. Bereits im Elternhaus hatte er viel Berührung mit Musik; seine Mutter ist Opernsängerin und sein Vater Musiklehrer. Mit fünf Jahren begann er Schlagzeug zu lernen, mit acht Jahren trat die Blockflöte hinzu, bevor er das Saxophon entdeckte. Er hatte Unterricht bei Jürgen Häussler und Klaus Graf und nahm an mehreren Jazz-Workshops teil.
Manz galt als Ausnahmetalent. Bereits mit 15 Jahren studierte er im Jungstudium Jazz & Pop an der Musikhochschule Stuttgart. Nach der Tätigkeit im Landesjazzorchester Baden-Württemberg gehörte er 2018 und 2019 zum Bundesjazzorchester (BuJazzO), mit dem er mit Randy Brecker in der Elbphilharmonie auftrat sowie auf Konzertreisen in den USA und in Osteuropa spielte.
Von 2019 bis 2023 absolvierte Manz das Bachelorstudium Jazz/Pop an der Hochschule für Musik und Tanz Köln bei Roger Hanschel.

## Wirken
Seit 2017 leitet Manz seine Band The Jakob Manz Project mit den Musikern Hannes Stollsteimer (Piano/Keyboards), Frieder Klein (E-Bass) und Paul Albrecht (Schlagzeug, bis 2023); Albrecht wurde im August 2023 durch den Drummer Leo Asal abgelöst. Nach Auftritten in diversen Jazzclubs im Großraum Stuttgart spielte die Band 2019 (aufgrund des im Vorjahr gewonnenen Wettbewerbs Future Sounds) auf der Hauptbühne der Leverkusener Jazztage. Anfang 2020 erschien das Debütalbum Natural Energy beim Label ACT. Seitdem ist die Band deutschlandweit unterwegs und spielte bei einigen der großen Jazzfestivals Deutschland, wie etwa Elbjazz oder JazzBaltica. 2023 folgten internationale Auftritte, unter anderem in Rumänien (Ora Jazz Festival) und Schweden (Trollhättan Jazz & Blues Festival). 2024 folgte mit The Answer ein weiteres Album mit dieser Formation (und Gästen).
Daneben spielt Manz im Duo mit der Pianistin Johanna Summer, mit der er 2021 das Album The Gallery Concerts veröffentlichte.. 2023 erschien sein Soloalbum Groove Connection mit internationaler Star-Besetzung, das er international bei Konzerten und Festivals vorstellte, etwa bei JazzOpen Stuttgart.
Als Solist spielte er mehrmals mit der SWR Big Band und gemeinsam mit Simon Oslender in dem Projekt „Young Cats“ mit der WDR Big Band. Er wurde zum Festival International de Jazz de Port-au-Prince nach Haiti eingeladen und zum Festival „Nuit des Virtuoses“ nach La Reunión. Seit 2024 spielt Jakob Manz außerdem im Quartett der Pianistin und Komponistin Shuteen Erdenebaatar.
Musikalisch bewegt sich Manz neben Jazz und Funk auch in anderen Stilistiken: So hat er 2023 Michael Wertmüllers Komposition ''Palimpsest'' gemeinsam mit Sopranistin Caroline Bruker und dem Mandelring Quartett uraufgeführt. Er spielt regelmäßig mit Soul - und Popsänger Max Mutzke (in dessen Live-Band oder bei Rüdiger Baldaufs Trumpet Night) und trat mit dem Weltmusiker Meddy Gerville (Reunión) auf. Auch hatte er 2023 einen Gastauftritt bei der Popsängerin Sarah Connor auf der Berliner Waldbühne und tourte 2024 im Rahmen ihrer My-Favorite-Songs-Tour quer durch Deutschland. Er spielte und arbeitete unter anderem mit Nils Landgren, Nathan East, Randy Brecker, Steve Gadd, Wolfgang Dauner, Ack van Rooyen, Thomas Quasthoff, Will Lee, Joo Kraus, Wolfgang Haffner, Cosmo Klein, Greg Hutchinson, Michael Wollny, Jakob Bänsch und Alma Naidu.

## Diskografische Hinweise
- The Jakob Manz Project: Natural Engergy (ACT 2020), mit Hannes Stollsteimer, Frieder Klein, Paul Albrecht
- Jakob Manz & Johanna Summer: The Gallery Concerts I (ACT 2022)
- Jakob Manz Groove Connection (ACT 2023), mit Roberto Di Gioia, Karin Hammar, Bruno Müller, Tim Lefebvre, Per Lindvall sowie Paolo Fresu, Nguyên Lê
- The Jakob Manz Project: The Answer (ACT 2024), mit Hannes Stollsteimer, Frieder Klein, Paul Albrecht, Karl Degenhardt sowie Matthias Schriefl & Lionel Loueke
- Jakob Manz & Johanna Summer: Cameo (ACT 2025)

EPs
- The Jakob Manz Project: Je suis Paris (2017)

## Auszeichnungen
- Biberacher Jazzpreis 2018[9]
- Nachwuchspreis Future Sounds der Leverkusener Jazztage 2018[1][10]
- Jazzpreis des Landes Baden-Württemberg 2022[11]